# برنامه هسته‌ای عربستان سعودی
مطابق اطلاعات رسمی، عربستان سعودی دارای یک برنامهٔ توسعهٔ جنگ‌افزارهای هسته‌ای نیست. به‌طور رسمی، این کشور پیمان‌نامهٔ منع گسترس سلاح‌های هسته‌ای را امضا کرده و خواهان یک خاورمیانهٔ عاری از جنگ‌افزار هسته‌ای است.
با این حال، مطابق اخبار غیررسمی، این کشور اخیراً به دنبال فناوری سلاح‌های هسته‌ای است.

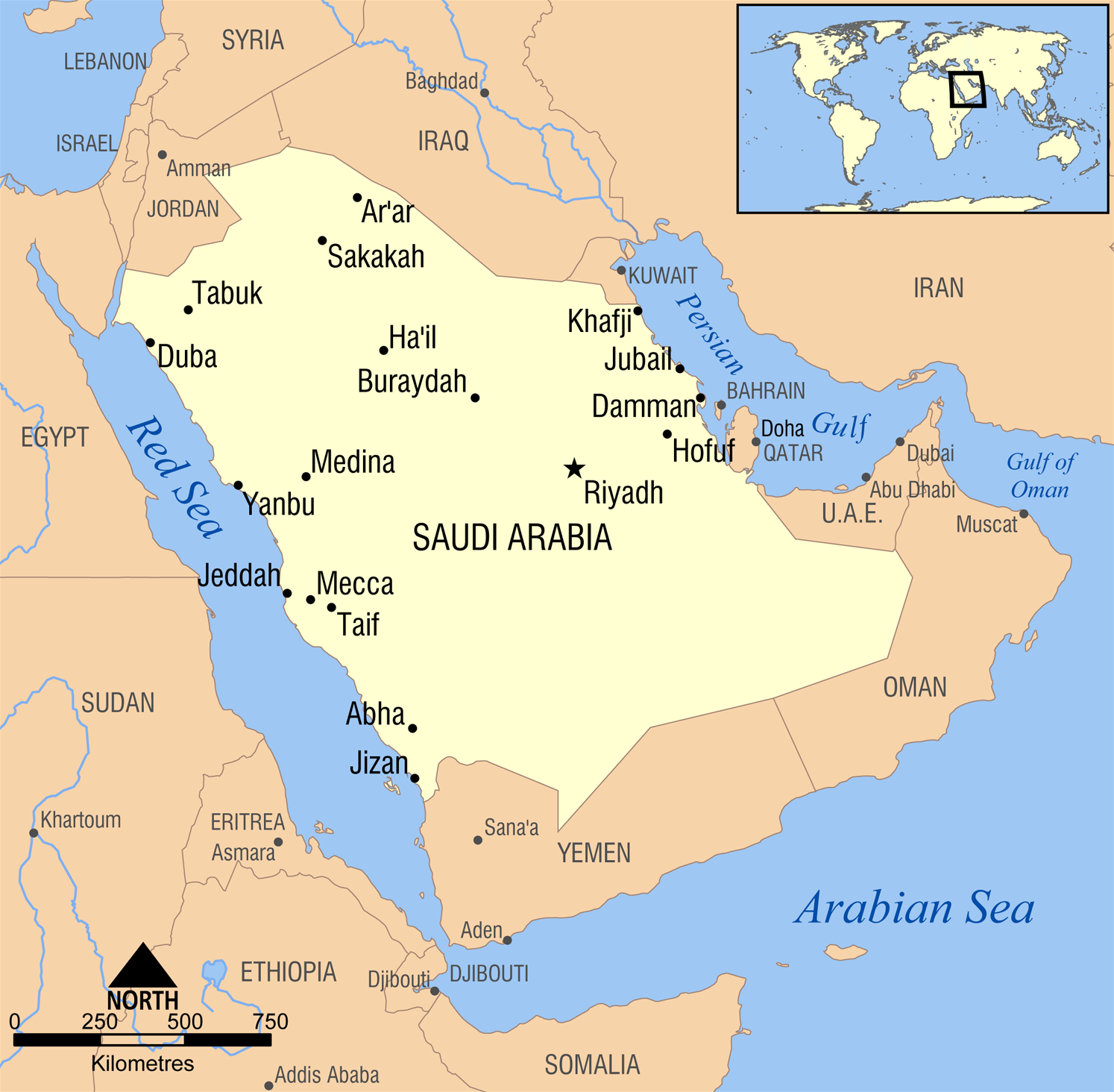

## همکاری با سایر کشورها

### همکاری هسته‌ای با پاکستان
عربستان همواره روابط خاصی با پاکستان داشته‌است. پشتیبانی گستردهٔ مالی عربستان از پاکستان برای توسعهٔ برنامهٔ سلاح هسته‌ای‌اش که توسط ذوالفقار علی بوتو از سال ۱۹۷۴ آغاز شد، گمانه‌زنی‌هایی دربارهٔ احتمال خرید سلاح هسته‌ای از پاکستان را به دنبال داشته‌است. در دههٔ ۱۹۸۰، در طی سفر رئیس‌جمهور پاکستان ژنرال محمد ضیاءالحق به عربستان، وی به پادشاه عربستان گفت «دست‌آوردهای ما متعلق به شماست». این همکاری‌ها با روی کار آمدن نخست‌وزیر سوسیالیست، بی‌نظیر بوتو در ۱۹۹۵، شدت بیشتری گرفت. در ۱۹۹۸ نواز شریف پیش از انجام تست‌های هسته‌ای در ایالت بلوچستان پاکستان به عربستان سعودی اطلاع داد. در ژوئن ۱۹۹۸ نخست‌وزیر به دیدار فهد بن عبدالعزیز رفت و رسماً از او به خاطر پشتیبانی پاکستان برای توسعهٔ کلاهک هسته‌ای تشکر کرد. مدت کوتاهی پس از آن، وزیر دفاع عربستان سلطان بن عبدالعزیز به پاکستان رفت و با حضور عبدالقدیر خان از تأسیسات سری هسته‌ای این کشور بازدید کرد.
از سال ۱۹۹۸، دیپلمات‌ها و سازمان‌های اطلاعاتی غربی به‌طور گسترده معتقدند که یک پیمان میان عربستان و پاکستان برای تحویل سلاح هسته‌ای به عربستان در شرایط ایجاد ناامنی در منطقهٔ خاورمیانه وجود دارد، که هر دو کشور این ادعا را تکذیب کرده‌اند. در سال ۲۰۰۳ وبگاه globalsecurity گزارش داد که عربستان وارد یک همکاری دوجانبه با پاکستان برای ساخت کلاهک هسته‌ای در مقابل نفت خام ارزان شده‌است.
در مارس ۲۰۰۶ نشریهٔ آلمانی سیسرو گزارش داد که عربستان از سال ۲۰۰۳ با پشتیبانی پاکستان برنامهٔ هسته‌ای خود را آغاز کرده‌است. گمان‌های بر پایهٔ تصاویر ماهواره‌ای نشان‌دهندهٔ وجود یک شهر زیرزمینی از سیلوهای هسته‌ای دارای راکت‌هایی با کلاهک هسته‌ای در السلیل در جنوب ریاض بود. اما پاکستان این ادعا را رد کرده‌است.

### همکاری هسته‌ای با اسرائیل
سازمان‌های اطلاعاتی غربی معتقدند که اسرائیل در حال پشتیبانی عربستان برای توسعهٔ کلاهک هسته‌ای است؛ زیرا از طرفی اسرائیل نمی‌خواهد فقط ایران در منطقه دارای این سلاح باشد و از طرف دیگر، اسرائیل معتقد است عربستان در نهایت به دنبال تأمین سلاح هسته‌ای از یک کشور خواهد رفت و نباید این فرصت در اختیار کشوری دیگر قرار گیرد.

### همکاری هسته‌ای با چین
در ژانویهٔ ۲۰۱۲، نخست‌وزیر جمهوری خلق چین ون جیابائو در دیدار با عبدالله بن عبدالعزیز یک پیمان دوجانبه برای توسعهٔ برنامهٔ انرژی هسته‌ای با عربستان امضا کرد. جزئیات این قرارداد به‌طور کامل مشخص نیست، اما توسعهٔ ۱۶ راکتور هسته‌ای تا سال ۲۰۳۰ جزئی از این قرارداد است.

## پشتیبانی مالی از برنامهٔ هسته‌ای عراق
در سال ۱۹۹۴، فرستادهٔ عربستان به سازمان ملل متحد تقاضای پناهندگی در ایالات متحده را داد. ادعا شده که او یک بستهٔ حاوی ۱۰ هزار سند را افشا کرد که بیانگر قرارداد دوجانبه میان عربستان و صدام حسین برای پشتیبانی برنامهٔ هسته‌ای و سلاح‌های کشتار جمعی عراق با ۵ میلیارد دلار توسط عربستان بود که عراق در مقابل باید دست‌آوردهای هسته‌ای خود را در اختیار عربستان قرار می‌داد. با این حال، مقامات آمریکایی وجود چنین همکاری‌ای را رد کرده‌اند مقامات عربستان هم این اتهام را رد کرده‌اند.